# Đỗ Tiến Tài
Đỗ Tiến Tài (giản thể: 杜进才; phồn thể: 杜進才, Toh Chin Chye; 10 tháng 12 năm 1921 – 3 tháng 2 năm 2012) là một chính trị gia Singapore. Ông là một thành viên nổi bật trong thế hệ lãnh đạo chính trị đầu tiên của đảo quốc sau khi độc lập vào năm 1965, từng đảm nhiệm các chức vụ Phó Thủ tướng (1965–1968), Bộ trưởng Khoa học và Công nghệ (1968–1975) và Bộ trưởng Y tế (1975–1981). Ông cũng từng đảm nhiệm chức vụ Chủ tịch của Đảng Hành động Nhân dân (PAP) từ năm 1954 đến năm 1981, và Phó Hiệu trưởng danh dự của Đại học Singapore từ năm 1968 đến năm 1975. Sai khi rời Nội các vào năm 1981, ông tiếp tục phục vụ trong vai trò là một nghị viên hậu tọa của Quốc hội cho đến khi rút khỏi chính trường vào năm 1988.

## Giáo dục
Đỗ Tiến Tài học trung học tại Học viện St George's ở Taiping, Perak, và tại Trường Anh – Hoa tại Ipoh. Ông đạt được bằng khoa học từ Học viện Raffles tại Singapore vào năm 1946. Ông tiếp tục nghiên cứu tại Đại học London và đến năm 1953 thì nhận được học vị tiến sĩ về sinh lý học từ Viện Nghiên cứu Y khoa Quốc gia.

## Sự nghiệp

### Hàn lâm
Đỗ Tiến Tài bắt đầu sự nghiệp trong vai trò một viện sĩ. Ông là một Phó giáo sư về sinh lý học tại Đại học Singapore từ năm 1958 đến năm 1964. Ông trở thành Phó hiệu trưởng danh dự của Đại học Singapore trong khi đang giữ chức Bộ trưởng Khoa học và Công nghệ từ 1968 đến 1975.

### Chính trị
Đỗ Tiến Tài trở nên tích cực chính trị trong thời gian còn là một sinh viên đại học tại Luân Đôn, khi ông giữ chức Chủ tịch của Diễn đàn Malaya – một nhóm chống thực dân gồm các sinh viên đến từ Malaya và Singapore (gồm cả Lý Quang Diệu và Tun Abdul Razak) và họ đều đặn gặp gỡ để thảo luận về tương lai của khu vực Malaya.
Đỗ Tiến Tài nằm trong số các thành viên sáng lập của Đảng Hành động Nhân dân và giữ chức chủ tịch của đảng từ khi thành lập vào năm 1954 đến năm 1981, ngoại trừ một thời gian ngắn trong năm 1957 khi phái tả vốn chiếm ưu thế trong các thành viên thông thường bầu các thủ lĩnh phái tả và nắm quyền lãnh đạo đảng. Các thành viên sáng lập phục chức khi nhiều thủ lĩnh phái tả bị Lâm Hữu Phúc bắt giữ trong hành động trừng trị chống cộng sản của ông ta, cho phép khôi phục "nhóm nền tảng" gồm Đỗ Tiến Tài, Lý Quang Diệu và Ngô Khánh Thụy, và những người khác vào Ban Chấp hành Trung ương. Sau đó, Đỗ Tiến Tài thi hành một hệ thống lực lượng nòng cốt nhằm ngăn ngừa "các thành viên thông thường" mới nhập đảng, bao gồm các cảm tình viên phái tả, chi phối quá mức đối với tư cách hội viên của Ban Chấp hành Trung ương.
Đỗ Tiến Tài với tư cách thành viên Đảng Hành động Nhân dân đã đắc cử trong tổng tuyển cử Singapore 1959 tại khu vực Rochor.
Đỗ Tiến Tài là một thành viên chủ chốt trong phái của Lý Quang Diệu trong cuộc đấu tranh của họ chống các đối thủ trong đảng.
Sau chiến thắng của Đảng Hành động Nhân dân trong tổng tuyển cử năm 1959, các thành viên trong Ban Chấp hành Trung ương bỏ phiếu để quyết định liệu Bí thư trưởng Lý Quang Diệu hay Thủ quỹ của đảng là Vương Vĩnh Nguyên sẽ đảm nhiệm chức vụ thủ tướng. Hai người đạt số phiếu ngang nhau (6–6), Đỗ Tiến Tài với cương vị chủ tịch sử dụng phiếu nghị trưởng của mình để ủng hộ Lý Quang Diệu.
Đỗ Tiến Tài là một nhân vật đấu tranh kiên cường chống Mặt trận Xã hội chủ nghĩa, một nhóm ly khai khỏi Đảng Hành động Nhân dân. Ông chiến thắng Chủ tịch Mặt trận Lý Thiệu Tổ với chỉ 89 phiếu trong tổng tuyển cử 1963, đây là chiến thắng bầu cử hẹp nhất của ông.
Đỗ Tiến Tài từng đảm nhiệm các chức vụ trong nội các của Singapore: Phó Thủ tướng (1959–1968), Bộ trưởng Khoa học và Công nghệ (1968–1975) và Bộ trưởng Y tế (1975–1981). Ông cũng đảm nhiệm chức vụ Phó Hiệu trưởng danh dự của Đại học Singapore từ năm 1968 đến 1975. Trong khi vai trò của ông trong tái định hướng trọng tâm của đại học nhằm phù hợp với nhu cầu của quốc gia được khen ngợi, ông cũng bị xem là người độc đoán, đặc biệt là khi ông kiểm soát chặt các cuộc tuần hành và hoạt động chính trị của sinh viên.
Đỗ Tiến Tài rời khỏi Nội các và chức vụ chủ tịch đảng vào năm 1981. Ông tiếp tục phục vụ thêm hai nhiệm kỳ quốc hội nữa trong vai trò nghị viên hậu tọa phát biểu, trong thời gian này ông thường xuyên chỉ trích đảng của mình. Ông nghỉ hưu khỏi Quốc hội trong tổng tuyển cử 1988.

### Đóng góp
Đỗ Tiến Tài thường được nhận định là một trong số những người sáng lập Singapore hiện đại, cùng với Lý Quang Diệu, Ngô Khánh Thụy và S. Rajaratnam, giúp dẫn dắt Singapore trong những năm lập quốc.
Majulah Singapura được Đỗ Tiến Tài chọn làm quốc ca của Singapore. Năm 1959, ông đứng đầu một nhóm thiết kế quốc huy và quốc kỳ.

## Sinh hoạt cá nhân
Đỗ Tiến Tài trong một thời gian ngắn trở lại công luận vào năm 1991 khi ông bị The New Paper nhầm lẫn là thủ phạm trong một sự kiện gây tai nạn rồi bỏ chạy, báo này đưa tin tức lên trang chính. Trong thực tế, thủ phạm là một nhân vật khác trùng tên, và Đỗ Tiến Tài sau đó được bồi thường thiệt hại trong một vụ kiện chống tờ báo về tội phỉ báng.
Đỗ Tiến Tài từ trần vào ngày 3 tháng 2 năm 2012, thọ 90 tuổi. Ông để lại con rể và bốn cháu ngoại.
Ông được tổ chức một tang lễ cá nhân theo ý nguyện vào ngày 7 tháng 2 năm 2012 tại Nhà hỏa táng Mandai. Nhằm biểu thị sự tôn trọng đối với các đóng góp của ông cho Singapore, quan tài của ông được quấn trong quốc kỳ và được đưa bằng xe chở pháo danh dự đến nhà hỏa táng. Quốc kỳ Singapore được treo rủ trong ngày tổ chức tang lễ cho ông.